# Monosomia
Monosomia – utrata jednego chromosomu z pary homologicznej, która wtedy zawiera tylko jeden chromosom zamiast dwóch. Rodzaj aneuploidalnej mutacji chromosomowej. Wszystkie tego typu mutacje wśród autosomów są śmiertelne. Natomiast mutacja chromosomów płci, czyli obecność tylko jednego chromosomu X, objawia się jako zespół Turnera.

Przeczytaj ostrzeżenie dotyczące informacji medycznych i pokrewnych zamieszczonych w Wikipedii.